# Västerås (gemeente)
Västerås is een Zweedse gemeente in Västmanland. De gemeente behoort tot de provincie Västmanlands län. Ze heeft een totale oppervlakte van 1143,0 km² en telde 155.426 inwoners in 2020.

## Plaatsen
| #   | Plaats               | Inwoneraantal |
| --- | -------------------- | ------------- |
| 1.  | Västerås (stad)      | 107 005       |
| 2.  | Skultuna             | 3 249         |
| 3.  | Hökåsen              | 2 827         |
| 4.  | Irsta                | 2 534         |
| 5.  | Tillberga            | 2 096         |
| 6.  | Enhagen-Ekbacken     | 984           |
| 7.  | Barkarö              | 963           |
| 8.  | Dingtuna             | 959           |
| 9.  | Kvicksund*           | 942           |
| 10. | Tidö-Lindö           | 575           |
| 11. | Tortuna              | 439           |
| 12. | Örtagården           | 303           |
| 13. | Munga                | 240           |
| 14. | Kärsta en Bredsdal** | 234           |
| 15. | Lospånga by          | 178           |
| 16. | Ändesta              | 101           |
| 17. | Åkesta               | 97            |
| 18. | Roligheten           | 89            |
| 19. | Orresta              | 84            |
| 20. | Råstock              | 75            |
| 21. | Gesala               | 63            |
| 22. | Litslunda            | 63            |
| 23. | Svanå                | 58            |
| 24. | Kylla                | 54            |
| 25. | Hällsjö              | 4             |

* Plaats ligt gedeeltelijk in de gemeente Eskilstuna
** Plaats bestaat eigenlijk uit twee verschillende plaatsen